# Webbhotell
Ett webbhotell är en tjänst som möjliggör för den som inte vill upprätthålla en egen offentlig webbserver att publicera sig på World Wide Web. Ett webbhotell har en internetansluten dator (webbserver) – i praktiken flera datorer, för att klara behovet av kapacitet och tillgänglighet – där flera användare kan lägga upp sina hemsidor eller webbplatser (under olika domännamn).

## Tjänster på ett webbhotell
Webbhotell karakteriseras bland annat av dessa egenskaper:
- Lagringsutrymme - mängden data som kan finnas på en webbplats, räknas i gigabyte (GB).
- Trafikkapacitet - mängden data som en webbplats kan leverera per tidsenhet.
- Antal domäner du kan ha på ett konto, allt från 1 och obegränsat.
- Tillgänglighet - hur stor del av tiden som webbmaterialet är tillgängligt (ofta räknat som antal nior: till exempel 99,9 % av tiden motsvarar i medeltal 10 minuter avbrott i veckan).
- Säkerhetskopiering - sköts säkerhetskopieringen tillräckligt väl eller bör kunden själv säkerhetskopiera innehållet.
- Plattform - exempelvis Linux- eller MS Windows-servrar, väsentligt för vissa skriptspråk och om det är möjligt att logga in och arbeta direkt med en kommandotolk.
- Databaser - hur många, och av vilken typ. En vanlig typ är MySQL.
- Skriptspråk - möjlighet att göra dynamiska webbsidor (till exempel med PHP och CGI). Dessutom kan du välja PHP version helt själv med de flesta webbhotellen.
- Vilka möjligheter som finns att uppdatera webbsidorna - till exempel via webben, eller genom att skicka uppdaterade filer med ftp eller ssh.
- Möjlighet att logga in på servern för att interaktivt arbeta med sidorna.
- Möjlighet att få statistik över trafiken till webbsidorna.

I allmänhet erbjuder sig kommersiella webbhotell att registrera och förvalta önskad domän för kunden. Seriösa webbhotell registrerar åtminstone på begäran domänen i kundens namn, så att byte av webbhotell eller utnyttjande av annan för vissa tjänster knutna till domänen är möjligt utan problem.
Förutom www-servicen brukar webbhotell även erbjuda e-post, med adresser som hör till den berörda domänen. Exempelvis kan ett företag med webbplats på adressen www.firma.se även få e-postadresser för de anställda med formatet namn@firma.se.
Antalet e-postadresser, möjligheter till IMAP och webbpost, administration av e-postlistor, filter för skräppost (spamfilter), virusskydd och dylikt varierar mellan olika webbhotell, liksom huruvida e-posten sköts enligt standarderna, till exempel huruvida en administratör kan nås på namnet postmaster.

## Gratis webbhotell
Det finns företag som erbjuder gratis webbsidor. Oftast har de sidorna reklam istället, eller långsammare tjänster, eller enbart enklare tjänster medan mer omfattande hjälp, såsom kundsupport, kostar pengar.

## Specialiserade webbhotell
Det finns webbhotell som riktar in sig på olika system som t.ex. WordPress. De fungerar som ett vanligt webbhotell men deras servrar är optimerade mot ett system som till exempel WordPress för att kunna erbjuda högsta möjliga hastighet.